# Lijst van vlaggen van Japan
Dit is een lijst van vlaggen van Japan.

## Nationale vlag (perFIAV-codering)
|          | Civiele vlag | Staatsvlag | Oorlogsvlag |
| -------- | ------------ | ---------- | ----------- |
| Te land  | · ?          | · ?        | · ?         |
| Te water | · ?          | · ?        | · ?         |

## Vlaggen van bestuurders
| Vlag | Periode    | Functie                                        | Beschrijving                                                             |
| ---- | ---------- | ---------------------------------------------- | ------------------------------------------------------------------------ |
|      | 1869-heden | Vlag van de Japanse keizer                     | Een gouden chrysant met 16 bloemblaadjes op een rode achtergrond.        |
|      | 1905-1910  | Vlag van de Japanse resident-generaal in Korea | Een vlag bestaande uit een blauw veld met in het kanton de Japanse vlag. |

## Vlaggen van etnische minderheden
| Vlag | Periode    | Functie          | Beschrijving |
| ---- | ---------- | ---------------- | --- |
|      | 1973-heden | Vlag van de Aino | De vlag bestaat uit een ceruleumblauw veld dat staat voor lucht en zee, een witte figuur die staat voor sneeuw, en een rode pijl die vliegt onder de hemel van Hokkaido. De pijl is rood vanwege surku, de monnikskap aconitine dat gebruikt werd bij de traditionele jacht, een manier van leven die verboden werd door de Japanners. De witte figuur, algemeen bekend als Bikki mon'yō, was geen traditioneel Ainu-motief maar Bikki's persoonlijke uitvinding. |